# William Hare, 5. Earl of Listowel
William Francis Hare, 5. Earl of Listowel GCMG PC (* 28. September 1906; † 12. März 1997 in London) war ein britischer Peer und Politiker der Labour Party.
Er war zwischen 1947 und 1948 erst Minister für Indien und Burma sowie zuletzt Minister für Burma im Kabinett von Premierminister Clement Attlee und von 1957 bis 1960 letzter britischer Generalgouverneur von Ghana.

## Leben

### Herkunft und Ausbildung
Hare war der älteste Sohn des Richard Granville Hare, 4. Earl of Listowel aus dessen Ehe mit Freda Vanden-Bempde-Johnstone, Tochter des Francis Vanden-Bempde-Johnstone, 2. Baron Derwent.
Er besuchte das renommierte Eton College und studierte danach am Balliol College der University of Oxford, am Magdalene College der University of Cambridge sowie an der Sorbonne der Universität von Paris. 1933 erwarb er mit einer Dissertation zum Thema A Critical History of Modern Aesthetics auch einen Doctor of Philosophy (Ph.D.) an der Universität London.

### Oberhausmitglied und Kommunalpolitiker
Beim Tod seines Vaters erbte er von diesem am 16. November 1931 dessen irische Adelstitel als 5. Earl of Listowel, 5. Viscount Ennismore and Listowel und 5. Baron Ennismore, sowie den britischen Adelstitel 3. Baron Hare. Mit letzterem war ein erblicher Sitz im House of Lords verbunden, dem er bis zu seinem Tod am 12. März 1997 mehr als 65 Jahre lang angehörte. 
Er engagierte sich in der Kommunalpolitik und war zwischen 1937 und 1946 Mitglied des Stadtrates von London (London City Council), in dem er den Stimmbezirk East Lewisham vertrat. Während des Zweiten Weltkrieges leistete er zeitweise als Lieutenant Militärdienst im Intelligence Corps.
Von den Nationalsozialisten in Deutschland wurde Listowel als führender Gegner ihres Systems eingestuft: Im Frühjahr 1940 setzte das Reichssicherheitshauptamt ihn auf die Sonderfahndungsliste G.B., ein Verzeichnis von Personen, die im Falle einer erfolgreichen Invasion und Besetzung der britischen Insel durch die Wehrmacht von den Besatzungstruppen nachfolgenden Sonderkommandos der SS mit besonderer Priorität ausfindig gemacht und verhaftet werden sollten.

### Chief Whip, Minister und Generalgouverneur
1941 übernahm der er die Funktion als Parlamentarischer Geschäftsführer (Whip) der Fraktion der Labour Party im Oberhaus und war danach zwischen 1942 und 1944 Parlamentarischer Hauptgeschäftsführer (Chief Whip). Danach wurde er 1944 von Premierminister Winston Churchill während der Amtszeit des Kriegskabinettes zum Parlamentarischen Unterstaatssekretär im Ministerium für Indien und Burma (Parliamentary Under-Secretary for India and Burma) berufen und übte diese Funktion bis 1945 aus.
Nach dem Wahlsieg der Labour Party bei den Unterhauswahlen vom 5. Juli 1945 wurde er von Premierminister Clement Attlee zum Postminister (Postmaster General) ernannt, war allerdings nicht Mitglied des Kabinetts.
Im Rahmen einer Kabinettsumbildung ernannte ihn Attlee am 17. April 1947 als Nachfolger von Frederick Pethick-Lawrence, 1. Baron Pethick-Lawrence zum Minister für Indien und Burma (Secretary of State for India and Burma), während Wilfred Paling sein Nachfolger als Generalpostmeister wurde. 1946 wurde er auch zum Privy Counsellor ernannt.
Nach der Teilung Indiens und der Unabhängigkeit Indiens und Pakistans war er vom 14. August 1947 bis zur Unabhängigkeit Burmas Minister für Burma (Secretary of State for Burma), ehe das Amt danach am 4. Januar 1948 abgeschafft wurde. Im Anschluss war er noch bis 1950 Staatsminister im Kolonialministerium (Minister of State for Colonial Affairs) sowie anschließend von Februar 1950 bis zum Ende von Attlees Amtszeit im Oktober 1951 Vereinigter Parlamentarischer Sekretär im Ministerium für Landwirtschaft und Fischerei (Joint Parliamentary Secretary to the Ministry of Agriculture and Fisheries). Gleichzeitig war er von 1947 bis 1951 stellvertretender Vorsitzender der Labour-Fraktion im Oberhaus und damit Deputy Leader of the House of Lords.
Am 13. November 1957 übernahm er als Nachfolger von Charles Noble Arden-Clarke das Amt des Generalgouverneurs von Ghana. Er war der letzte britische Generalgouverneur dieses Landes und bekleidete dieses Amt bis zum 30. Juni 1960. 1957 wurde er zum Knight Grand Cross des Order of St. Michael and St. George (GCMG) geschlagen.
Zuletzt fungierte er zwischen 1965 und 1976 als Chairman of Committees of the House of Lords und war damit Vorsitzender des gemeinsamen Koordinierungsausschusses der Vorsitzenden der Ausschüsse des Oberhauses.

### Ehen und Nachkommen
Er war dreimal verheiratet. Aus seiner ersten, am 24. Juli 1933 geschlossenen und 1945 geschiedenen Ehe mit Judith de Marffy-Mantuana, Tochter des Gesandten in Ungarn, Raoul de Marffy-Mantuana, ging die Tochter Deirdre Elisabeth Mary Freda Hare hervor, die in erster Ehe mit John Richard Brinsley Norton, 7. Baron Grantley, sowie in zweiter Ehe mit dem Drehbuchautor Ian Bayley Curteis verheiratet war.
In zweiter Ehe heiratete er am 1. Juli 1958 Stephanie Sandra Yvonne Wise. Aus dieser 1963 geschlossenen Ehe ging die Tochter Fiona Eve Akua Hare hervor.
Zuletzt heiratete er am 4. Oktober 1963 Pamela Mollie Day. Aus dieser Ehe gingen zwei Söhne und eine weitere Tochter hervor. Der älteste Sohn Francis Michael Hare beerbte ihn 1997 als 6. Earl of Listowel.

## Veröffentlichung
- A Critical History of Modern Aesthetics, 1933
- Vorwort zu: A. Seehof, Das Braune Netz. Wie Hitlers Agenten im Auslande arbeiten und den Krieg vorbereiten. Carrefour, Paris 1935 (in Deutsch) online